# Philip Sainton
Philip Prosper Sainton (Arques-la-Bataille, 10 novembre 1891 – Petersfield, 2 settembre 1967) è stato un compositore, violinista e direttore d'orchestra inglese di origine francese.

## Biografia
Inizia studiando violino; viene ammesso alla Royal Academy of Music di Londra dove studia composizione con Frederick Corder e viola con Lionel Tertis. Nel 1925 diventa viola principale della Royal Philharmonic Orchestra.
Ha composto parecchia musica per orchestra (poemi sinfonici, balletti, per strumento solista), da camera e vocale.
Sainton viene tuttavia ricordato principalmente per l'unica colonna sonora che ha composto per il cinema: quella per il film Moby Dick, diretto nel 1956 da John Huston.
Nel 1998 la Naxos Records ha realizzato un CD contenente la prima registrazione mondiale della partitura completa di Moby Dick.
John W. Morgan ha ricostruito la musica di Sainton che è stata incisa dalla Moscow Symphony Orchestra diretta da William T. Stromberg.

## Discografia
- Philip Sainton: Moby Dick (Complete Film Score) - Marco Polo (Naxos Records)